# STS-120
STS-120 var en rymdfärd till den internationella rymdstationen, ISS, som genomfördes av den amerikanska rymdfärjan Discovery mellan den 23 oktober och 7 november 2007.
Pamela Melroy var den andra kvinnan som var befälhavare på uppdrag med rymdskytteln. Den första var Eileen Collins i juli 2005 på STS-114. Samtidigt som detta uppdrag pågick kom Peggy Whitson att vara befälhavare för ISS Expedition 16, vilket innebär att detta var första gången som två kvinnliga befälhavare var i rymden samtidigt.

## Last

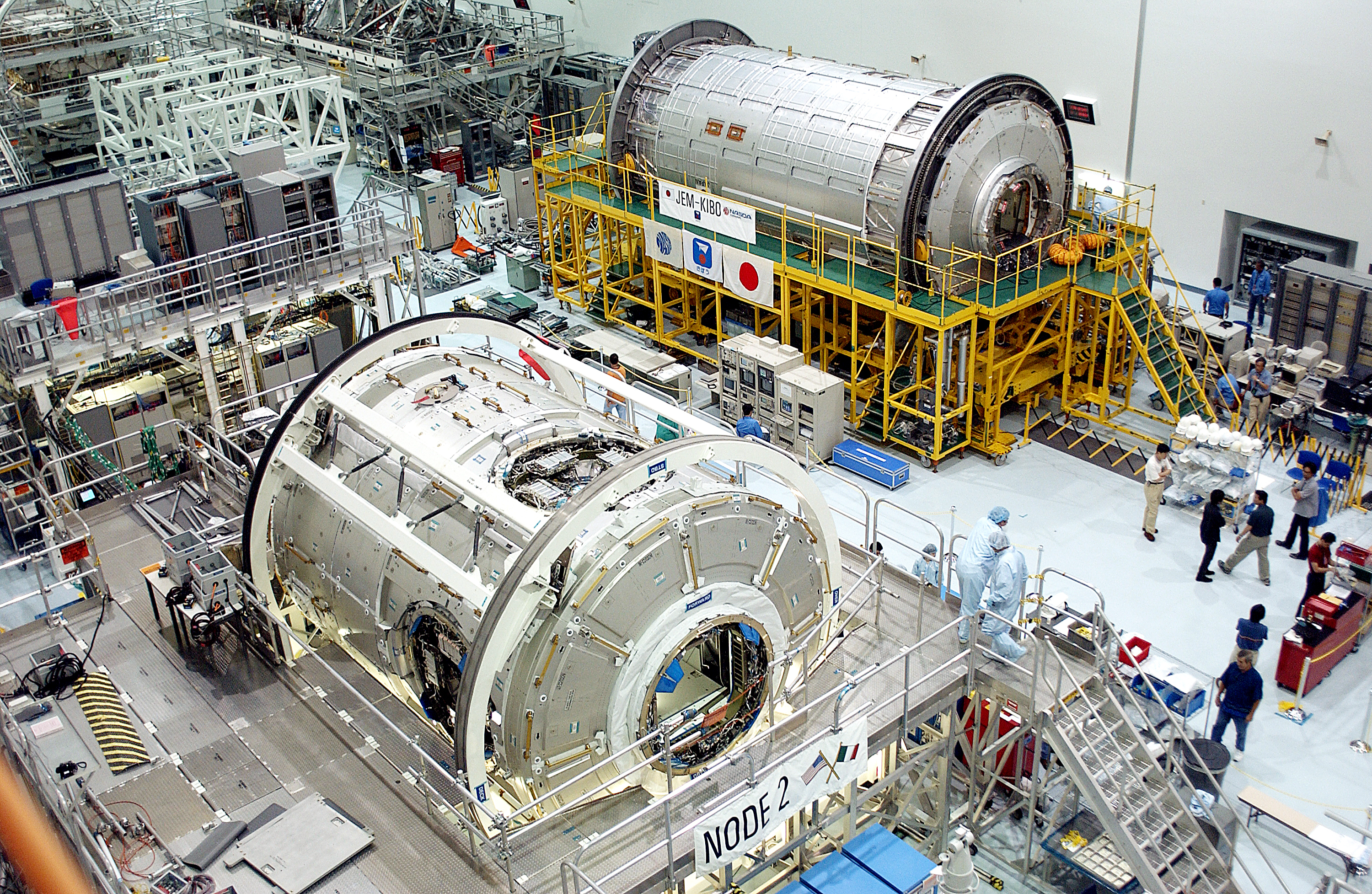
Bilden visar modulen Harmony. Ovanför syns den kommande japanska modulen Kibo.

STS-120 hade som mål att leverera och installera modulen Harmony (tidigare känd som Node-2), samt flytta solpanelen P6 till sin permanenta plats bredvid P5 truss.
Harmony är en amerikansk förbindelsemodul, byggd i Italien, som kom att förbinda det amerikanska laboratoriet med de kommande europeiska och japanska laboratorierna. STS-120 installerade temporärt Harmony på Unitys babord sida. Efter att STS-120 lämnat ISS flyttade expedition 16 med hjälp av Canadarm2 modulen till sin permanenta placering framför det amerikanska laboratoriet Destiny. Installationen av Harmony innebär att rymdstationens besättning kan utökas från tre till sex personer. 
Flyttningen av solpanelen P6 förbereddes av de tre föregående uppdragen, STS-116, STS-117 och STS-118. Bland annat gjorde Christer Fuglesang tillsammans Robert Curbeam en extra rymdpromenad under STS-116 för att veckla ihop en krånglande solpanel på P6.

## Aktiviteter

### Innan uppskjutning
Uppdraget innan STS-120 var STS-118. STS-119 är flyttad ut ur nummerföljd och genomfördes under år 2009. Även STS-121 är flyttad ut ur nummerföljd och flögs i juli 2006. 
Fastbränsleraketerna blev den 14 augusti sammankopplade med den externa tanken i Vehicle Assembly Building på Kennedy Space Center i Florida. Discovery rullade ut på startplatta 39-A den 30 september, 2007 för uppdraget.
Några timmar före uppskjutningen såg det ut som att en is bit på den externa bränsletanken skulle stoppa uppskjutningen.

### Uppskjutningen

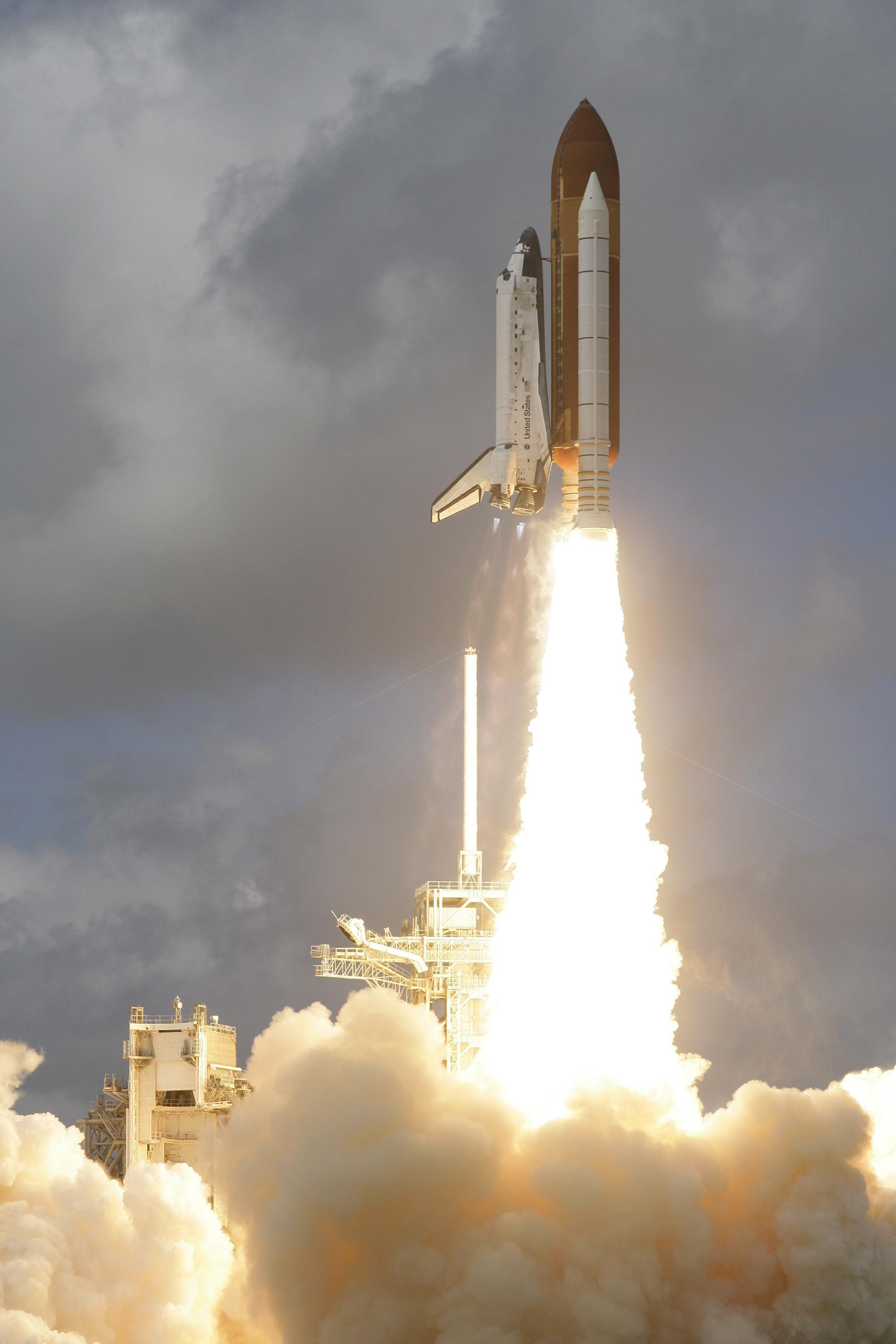
Discovery skjuts upp

Rymdfärjan Discovery sköts upp 11:38:19 a.m. EDT.
Under nedräkningens sista minuter kunde en bit is som mätte 10 gånger 1 cm ses på kopplingen mellan rymdfärjan och den externa tanken. Nasas flygkontrollanter bedömde att biten var alltför liten för att utgöra något hot mot värmeskydden och uppskjutningen fortsatte som planerat.

## Besättning
- USA Pamela Melroy, befälhavare. (3).
- USA George D. Zamka, pilot. (1).
- USA Stephanie D. Wilson, uppdragsspecialist. (2).
- USA Scott E. Parazynski, uppdragsspecialist. (5).
- USA Douglas H. Wheelock, uppdragsspecialist. (1).
- Italien Paolo A. Nespoli, (ESA), uppdragsspecialist. (1).

### Besättning på ISS som byts med detta uppdrag
- USA Daniel M. Tani, uppdragsspecialist. Reser med Discovery för att ingå i expedition 16 på ISS. (2).
- USA Clayton Anderson, uppdragsspecialist. Återvänder till jorden från expedition 16.

## Väckningar
Under Geminiprogrammet började NASA spela musik för besättningar och sedan Apollo 15 har man varje "morgon" väckt besättningen med ett särskilt musikstycke, särskilt utvalt antingen för en enskild astronaut eller för de förhållanden som råder.
| Dag | Låt                                               | Artist/Kompositör                          | Spelad för        | Länk    |
| --- | ------------------------------------------------- | ------------------------------------------ | ----------------- | ------- |
| 2   | Lord of the Dance,                                | John Langstaff                             | Pam Melroy        | WAV MP3 |
| 3   | Dancing in the Moonlight                          | King Harvest                               | Daniel Tani       | WAV MP3 |
| 4   | Rocket Man                                        | Elton John                                 | Doug Wheelock     | WAV MP3 |
| 5   | Bellissime Stelle (Italian for "Beautiful Stars") | Andrea Bocelli                             | Paolo Nespoli     | WAV MP3 |
| 6   | What a Wonderful World                            | Louis Armstrong                            | Scott Parazynski  | WAV MP3 |
| 7   | One By One                                        | Wynton Marsalis                            | Stephanie Wilson  | WAV MP3 |
| 8   | Malagueña Salerosa                                | Chingon                                    | George Zamka      | WAV MP3 |
| 9   | Nel Blu Dipinto di Blu (Volare)                   | Domenico Modugno                           | Nespoli           | WAV MP3 |
| 10  | The Lion Sleeps Tonight                           | Robert John                                | hela besättningen | WAV MP3 |
| 11  | World                                             | Five for Fighting                          | Wheelock          | WAV MP3 |
| 12  | Star Wars Theme                                   | John Williams                              | Parazynski        | WAV MP3 |
| 13  | The Presence of the Lord                          | skriven av Kurt Carr, spelad av Byron Cage | Wilson            | WAV MP3 |
| 14  | Roll Me Away                                      | Bob Seger                                  | Zamka             | WAV MP3 |
| 15  | Space Truckin'                                    | Deep Purple                                | Clayton Anderson  | WAV MP3 |
| 16  | Chitty Chitty Bang Bang                           | Sherman Brothers                           | Pam               | WAV MP3 |